# Bupleurum kunmingense
Bupleurum kunmingense är en flockblommig växtart som beskrevs av Yin Li och S.L.Pan. Bupleurum kunmingense ingår i släktet harörter, och familjen flockblommiga växter. Inga underarter finns listade i Catalogue of Life.